# Uwe Adamczyk
Uwe Adamczyk (* 12. Januar 1962 in Zwickau) ist ein deutscher Politiker (PDS). Er war von 1994 bis 2004 für die PDS Mitglied des Sächsischen Landtags.

## Leben
Adamczyk absolvierte nach der zehnten Klasse von 1978 bis 1980 eine Facharbeiterausbildung zum Wirtschaftskaufmann für Gesundheits- und Sozialwesen. Anschließend arbeitete er bis 1987 an einem Fachkrankenhaus für Lungenkrankheiten und danach bis 1994 in einem Seniorenzentrum. Während dieser Zeit besuchte er von 1989 bis 1990 die Bezirkskulturakademie in Karl-Marx-Stadt.
Adamczyk war von 1979 bis 1989 als ehrenamtlicher FDJ-Sekretär tätig. Er wurde 1980 SED-Parteimitglied, wo er mehrere Funktionen ausübte. Von 1990 bis 1993 war er Mitglied im Kreisvorstand der PDS-Glauchau und zudem auch Mitglied im Landesrat der PDS Sachsen. Von 1992 bis 1995 war er Landesvorsitzender der Arbeitsgemeinschaft Junge Genossinnen der PDS Sachsen. Dem Landtag von Sachsen gehörte er, eingezogen über die Landesliste, von 1994 bis 2004 an.
Außerdem ist er Mitglied im VVN-BdA.
Adamczyk ist ferner Vorsitzender des Kreisverbandes Zwickau und Mitglied im Vorstand des Landesverbandes des Sozialverbandes VdK.